# 千葉運輸区
千葉運輸区（ちばうんゆく）は、千葉市にかつて存在した東日本旅客鉄道（JR東日本）千葉支社の運転士・車掌が所属する組織である。千葉運転区と千葉車掌区が統合し、設立された。
2024年3月15日限りで廃止し、現在は千葉統括センター乗務ユニット。

## 乗務範囲
- 総武快速線：東京 - 千葉間
- 総武本線：千葉 - 佐倉間
- 成田線：佐倉 - 成田空港間
- 外房線：千葉 - 安房鴨川間
- 東金線：大網 - 成東間
- 内房線：蘇我 - 館山間

その他、特急あずさや臨時列車等で新宿 - 館山間の乗務もある。